# سند اسپرینگز (تگزاس)
سند اسپرینگز (به انگلیسی: Sand Springs) یک منطقهٔ مسکونی در ایالات متحده آمریکا است که در تگزاس واقع شده‌است. سند اسپرینگز ۸۳۵ نفر جمعیت دارد و ۷۴۰٫۹۸ متر بالاتر از سطح دریا واقع شده‌است.